# Tenente Ananias
Tenente Ananias is een gemeente in de Braziliaanse deelstaat Rio Grande do Norte. De gemeente telt 9.655 inwoners (schatting 2009).